# Hnoss
Hnoss er en af guderne i nordisk mytologi. Hun er datter af Freja og Od og søster til Gersimi. Hun er mørk (brunette) i modsætning til sin søster. Har arvet sin mors fortryllende skønhed.